# Ronit Matalon
Ronit Matalon (hebräisch רונית מטלון; * 25. Mai 1959 in Ganei Tikva; † 28. Dezember 2017 in Haifa) war eine israelische Schriftstellerin, Journalistin und Hochschullehrerin.

## Leben
Ronit Matalon wurde als Tochter jüdischer Einwanderer aus Ägypten 1959 in Ganei Tikva geboren. Sie studierte Literatur und Philosophie an der Universität Tel Aviv. In den 1980er Jahren begann sie literarisch tätig zu werden. Sie arbeitete mehrere Jahre als Reporterin für die linksliberale Tageszeitung Haaretz und berichtete während der Ersten Intifada in den 1990er Jahren auch aus den palästinensischen Gebieten, wandte sich schließlich jedoch ganz ihrer schriftstellerischen Karriere zu. Von 1993 bis 2001 lehrte sie an der Camera Obscura School for the Arts in Tel Aviv das Verfassen von Drehbüchern.
2009 wurde sie zum Associate Professor an der Fakultät für hebräische und zeitgenössische Literatur der Universität Haifa berufen. Später erfolgte ihre Ernennung zum Full Professor. An der Universität Haifa hatte sie die Leitung des M.A.-Programms für Kreatives Schreiben inne.
Matalon beschäftigte sich in ihren Büchern mit der Durchdringung menschlicher und gesellschaftlicher Befindlichkeiten. Ihr 1989 veröffentlichtes Jugendbuch Eine Geschichte, die mit dem Begräbnis einer Schlange beginnt wurde 1994 verfilmt. In ihrem Buch Was die Bilder nicht erzählen verarbeitete Matalon, die sich intensiv mit ihrem orientalischen Erbe auseinandersetzte, die eigene Familiengeschichte in Form einer Fiktion. Neben ihren Büchern veröffentlichte sie Kurzgeschichten, etwa die Anthologie Strangers at Home, sowie Artikel, Essays und Literaturkritiken. 
Matalon äußerte sich wiederholt kritisch zu der israelischen Besatzungs- und Sozialpolitik sowie zu Ministerpräsident Benjamin Netanjahu. 2014 unterstützte sie das Friedensprojekt „In den Schuhen des Anderen“ des Schweizer Schriftstellers Metin Arditi.
Matalon starb am 28. Dezember 2017 im Alter von 58 Jahren im Rambam Health Care Campus in Haifa an den Folgen einer Krebserkrankung.

## Familie
Matalon hatte einen Sohn und eine Tochter.

## Auszeichnungen
- 2009: Bernstein Prize for Literature
- 2010: Ehrendoktorwürde der Hebräischen Universität Jerusalem[3]
- 2010: Neuman Prize for lifetime achievement in Hebrew Literature
- 2013: Prix Alberto Benveniste des Centre Alberto-Benveniste d’études sépharades et d’histoire socioculturelle des Juifs (Paris)
- 2016: EMET-Preis in der Kategorie Kunst/Kultur.
- Am 27. Dezember 2017, am Vortag ihres Todes, wurde sie für ihre Novelle And the Bride Closed the Door mit dem Brenner Prize ausgezeichnet. Den Preis nahm ihre Tochter entgegen, welche die von ihrer Mutter verfasste Dankesrede verlas.

## Werke (Auswahl)
- סיפור שמתחיל בלוויה של נחש (1989)
  - Eine Geschichte, die mit dem Begräbnis einer Schlange beginnt. Übersetzung Vera Loos und Naomi Nir-Bleimling. Carl Hanser, 1999. ISBN 978-3-446-19741-1
- זרים בבית (1992, Strangers at Home)
- זה עם הפנים אלינו (1995) 
  - Was die Bilder nicht erzählen. Übersetzung Ruth Achlama. Rowohlt, 1998. ISBN 978-3-498-04386-5
- שרה שרה (2000) 
  - Sara, Sara. Übersetzung Ruth Achlama. Luchterhand, 2002. ISBN 978-3-630-87116-5
- קול צעדינו (2007, The Sound of Our Steps)
- והכלה סגרה את הדלת (2016, And the Bride Closed the Door)
  - Und die Braut schloss die Tür. Roman. Übersetzung Gundula Schiffer. Luchterhand, München 2018, ISBN 978-3-630-87564-4